# Ceraon vitta
Ceraon vitta är en insektsart som beskrevs av Walker. Ceraon vitta ingår i släktet Ceraon och familjen hornstritar. Inga underarter finns listade i Catalogue of Life.